# Cantó de Thônes
El cantó de Thônes és un cantó francès del departament de l'Alta Savoia, situat al districte d'Annecy. Té 10 municipis i el cap és Thônes.

## Municipis
- La Balme-de-Thuy
- Le Bouchet
- Les Clefs
- La Clusaz
- Le Grand-Bornand
- Manigod
- Serraval
- Saint-Jean-de-Sixt
- Thônes
- Les Villards-sur-Thônes

| Data d'elecció                           | Identitat            | Partit                          | Qualitat |
| ---------------------------------------- | -------------------- | ------------------------------- | -------- |
| 1945-1964                                | M. Pochet-Castilloux | MRP                             |          |
| 1964-1982                                | Aimé Dupont          | DVD després CD, després UDF-CDS |          |
| 1982-1992                                | Jacques Golliet      | UDF-CDS                         |          |
| 1992-                                    | Jean-Paul Amoudry    | UDF-CDS, després NC             |          |
| les dades anteriors no són pas conegudes |                      |                                 |          |